# Concerto per orchestra
Un concerto per orchestra è un concerto che enfatizza il trattamento solistico e virtuosistico dei singoli strumenti o sezioni dell'orchestra nell'opera.

## Concerti per orchestra celebri
- Gli 8 Concerti per orchestra di Goffredo Petrassi
- Concerto per orchestra di Marcello Abbado
- Concerto per orchestra di Béla Bartók
- Concerto per orchestra di Adolf Busch
- Concerto per orchestra di Alfredo Casella
- Concerto per orchestra di Franco Donatoni
- Concerto per orchestra di Vittorio Fellegara
- Concerto per orchestra di Giorgio Federico Ghedini
- Concerto per orchestra di Paul Hindemith
- Concerto per orchestra di Giya Kancheli
- Concerto per orchestra di Zoltán Kodály
- Concerto per orchestra di Lino Liviabella
- Concerto per orchestra di Gian Francesco Malipiero
- Concerto per orchestra di Bruno Mazzotta
- Concerto per orchestra di Piero Niro
- Concerto per orchestra di Roger Sessions
- Concerto per orchestra di Witold Lutosławski